# غراماتيكو
غراماتيكو (Γραμματικόν) هي مدينة في إقليم أتيكا في اليونان.
يبلغ عدد سكانها حوالي 1434 نسمة.